# Fignières
Fignières település Franciaországban, Somme megyében. Lakosainak száma 143 fő (2022. január 1.). Fignières Davenescourt, Montdidier, Becquigny, Boussicourt, Courtemanche, Ételfay és Gratibus községekkel határos.

## Népesség
A település népességének változása:
| Lakosok száma | 153  | 153  | 155  | 154  | 154  | 153  | 150  | 146  | 143  |
|               | 2013 | 2015 | 2016 | 2017 | 2018 | 2019 | 2020 | 2021 | 2022 |